# Past Midnight
Past Midnight is een Amerikaanse film uit 1991 van regisseur Jan Eliasberg.

## Verhaal
Ben Jordan heeft 15 jaar in de gevangenis gezeten wegens moord op z'n zwangere vrouw. Als hij voorwaardelijk wordt vrijgelaten moet hij zich melden bij maatschappelijk werkster Laura Matthews. Wanneer zij Ben beter leert kennen wordt ze zelfs verliefd op hem. Omdat ze aan zijn schuld begint te twijfelen gaat ze zijn zaak opnieuw onderzoeken.

## Rolbezetting
| Acteur             | Personage               |
| ------------------ | ----------------------- |
| Rutger Hauer       | Ben Jordan              |
| Natasha Richardson | Laura Mathews           |
| Clancy Brown       | Steve Lundy             |
| Kibibi Monie       | Dorothy Coleman         |
| Tom Wright         | Lee Samuels             |
| Dana Eskelson      | Kathy Tudor             |
| Ted D'Arms         | Bill Tudor              |
| Paul Giamatti      | Larry Canipe            |
| Guy Boyd           | Todd Canipe             |
| Sarah Magnuson     | Gerrie Graymark         |
| Ernie Lively       | Inspecteur Allan Tobias |

## Trivia
- Quentin Tarantino herschreef het scenario en kreeg een associate producer-credit. Dit betekende zijn eerste officiële on screen credit.